# Carlo Maximilian Cromer
Carlo Maximilian Cromer (* 12. April 1889 in Wien als Karl Maximilian Kromer; † 15. Februar 1964 in Celerina, Schweiz) war ein Maler, Zeichner und Grafiker.

## Leben
Mit 10 Jahren war Carlo Vollwaise. Cromer fiel schon während der dreijährigen Ausbildung an der Modischen Gewerbeschule in Wien auf. Er gewann 1905 der erste Preis der Gemeinde Wien. Er besuchte nach seinen Wanderjahren dann die Kunstakademie Wien von Gustav Klimt. Um 1911 kam er dann nach Davos, wo er zuerst bei einem Malermeister Arbeit fand. Sein Wunsch war, Schweizer Bürger zu werden, dies ermöglichte ihm die Bündner Regierung, im Jahr 1935, als 46-Jähriger, erhielt er das Bürgerrecht der Gemeinde Präz (Äusserer Heinzenberg), ob Carlo Maximilian Cromer seine Heimatgemeinde jemals besucht hat, ist ungewiss. Mit der Zeit konnte er sich dann als freischaffender Künstler etablieren.
Verheiratet in zweiter Ehe mit Johanna Branger. Während des Zweiten Weltkrieges zog er von Davos nach Celerina um. Er hinterliess ein reiches Werk an Ölgemälden und Aquarellen aus der Landschaft Davos wie dem Oberengadin. Viele Zeichnungen und Radierungen sind auch bekannt. Eine Spezialität waren Exlibris und Urkunden für eine Vielzahl von Regierungen, Staatsoberhäupter, Fürsten etc. So zählte er Winston Churchill, General Guisan, Papst Pius XII., König Christian IX., Leopold III. (Belgien) selber als seine Kunden auf.